# Johann Beck (Politiker, 1913)
Johann Beck (* 3. Dezember 1913 in Triesenberg; † 16. November 1997 in Vaduz) war ein liechtensteinischer Politiker (VU).

## Werdegang
Johann Beck wurde am 3. Dezember 1913 in Triesenberg als Sohn des Schmieds und Gipsers Josef und seiner Frau Maria geboren. Er wuchs mit drei Geschwistern auf. Anfangs arbeitete er als Bauarbeiter. Von 1956 bis 1979 war er Präsident des Liechtensteinischen Arbeitnehmerverbandes. Ab 1958 führte er diese Aufgabe vollamtlich aus. Nach 1979 war er Ehrenpräsident. Bei der Landtagswahl im Juni 1953 wurde er zum Landtagsabgeordneten der Vaterländischen Union gewählt und blieb dies bis 1978. Zeitweilig war er Schriftführer sowie Mitglied des Verwaltungsrates der Alters- und Hinterlassenenversicherung (AHV), der Invalidenversicherung sowie der Familienausgleichskasse. Zwischen 1970 und 1974 war er ausserdem Vizepräsident der Familienausgleichskasse. In den Jahren 1988 bis 1990 war er erster Präsident der Seniorenunion und ab 1991 deren Ehrenpräsident. Ab 1974 war Beck Ehrenmitglied der VU.
Daneben verfasste Beck heimatkundliche Beiträge, Reiseberichte sowie Gedichte für Zeitungen und die Heimatbroschüre „Heimelige Zeiten“.

## Ehrungen und Mitgliedschaften
Beck war Mitglied der Harmoniemusik und des MGV-Kirchenchores Triesenberg. Er erhielt 1976 das Komturkreuz des fürstlichen Liechtensteinischen Verdienstordens. 1979 wurde er zum fürstlichen Sozialrat ernannt.

## Privates
Beck lebte in Triesenberg. Er heiratete am 22. August 1940 Irma Eberle und hatte mit ihr eine Tochter.